# Itanhangá (bairro)
Itanhangá é um bairro da Zona Oeste do município do Rio de Janeiro, e faz parte da região administrativa da Barra da Tijuca. Faz limites, ao norte, com Jacarepaguá, e, a leste, com o Alto da Boa Vista e São Conrado, respectivamente, na Zona Norte e na Zona Sul da cidade.

## História

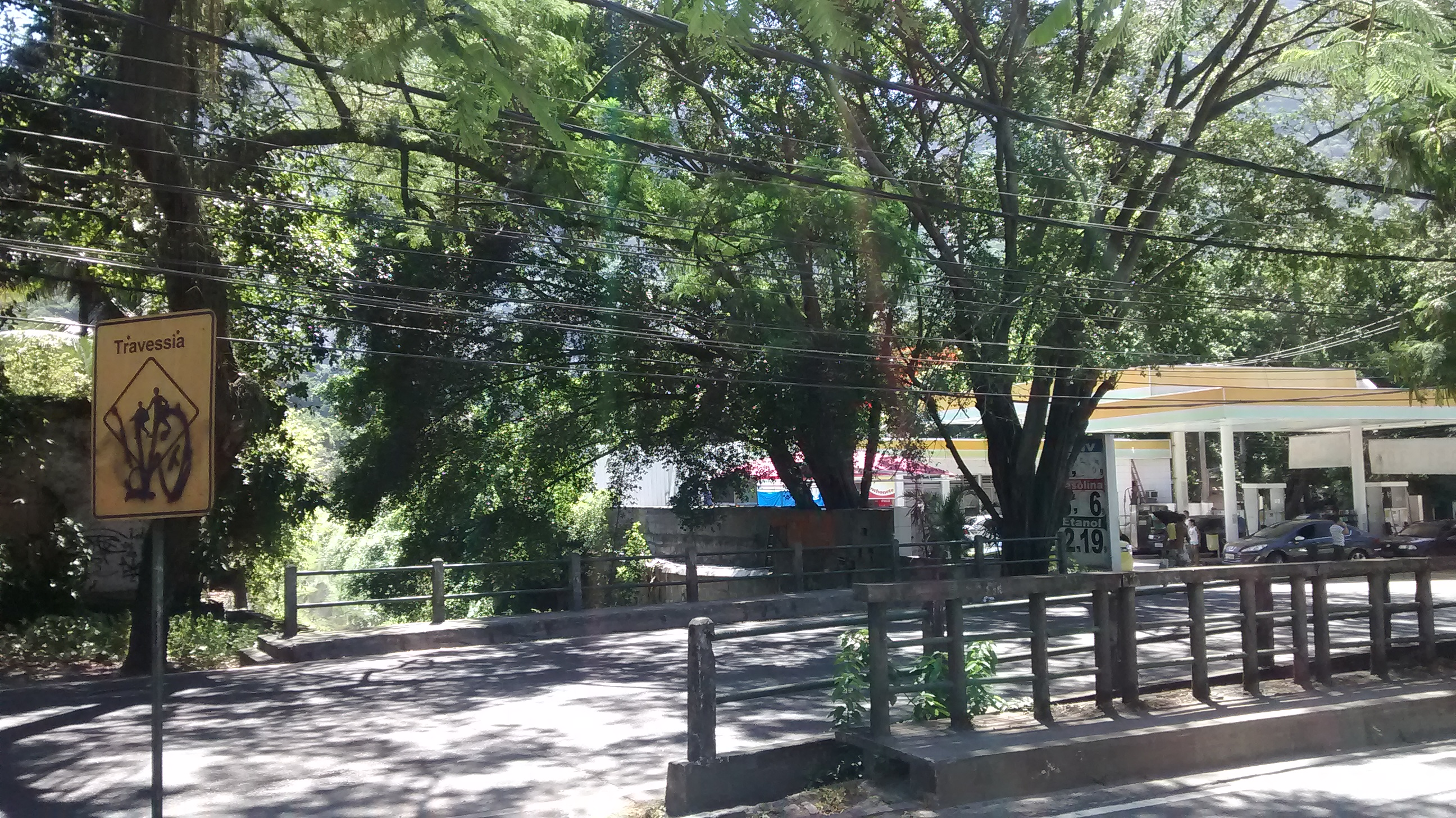
Itanhangá

É um dos poucos bairros da região em que a maioria dos domicílios são casas e não apartamentos, que são atualmente proibidos por lei municipal.
Seu índice de desenvolvimento humano é considerado elevado (no ano 2000, era de 0,822, o 75º melhor da cidade do Rio de Janeiro).
No Itanhangá, há um pequeno centro comercial chamado "espaço Itanhangá", com foco em decoração e lazer. O Spazio Itanhangá é um estabelecimento especializado em eventos sociais.
Existem diversos colégios no Bairro, como o Colégio Internacional Everest e o Colégio Mopi, e as escolas municipais Lopes Trovão e Maria Clara Machado.
O nome do bairro é de origem tupi e significa "diabo de pedra": junção de itá (pedra) e anhanga (diabo, Anhangá).

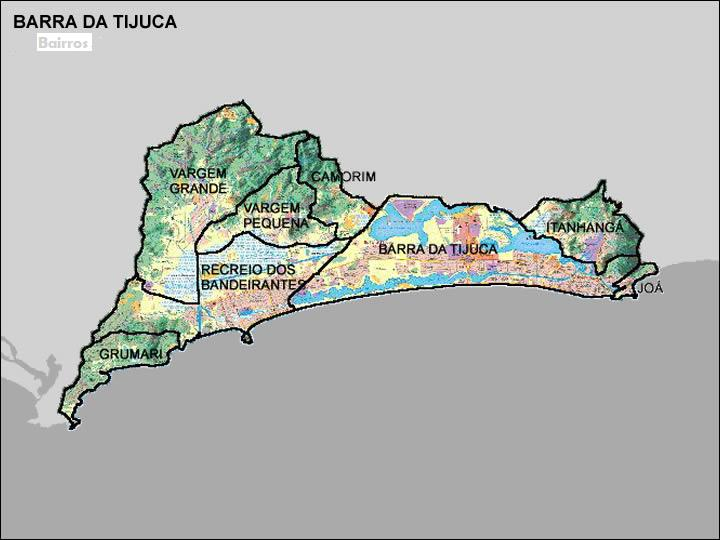
Mapa da Região Administrativa da Barra da Tijuca

## Turismo

### Esportes e lazer
O Itanhangá Golf Club é um popular clube de golfe, um dos 3 da Zona Oeste (exitem mais 2 na Barra da Tijuca). Local considerado tranquilo, amplo e arborizado, ótimo para se fazer caminhadas. Há também o Marina Barra Club, ao lado e à beira da Lagoa da Tijuca.
O bairro também é possui diversas cachoeiras, cujo curso d'água vem do Parque Nacional da Tijuca. O acesso às cachoeiras se dá pela Rua Itália Fausta ou pela Estrada de Itajuru, passando por dentro do Morro do Banco.

### Igrejas e Santuários
O bairro possui diversos estabelecimentos religiosos dos mais variados credos. A Paróquia de São Bartolomeu é nova e imponente, além de ser a pioneira dos templos religiosos do bairro, seguida da Paróquia de São João Batista e Capela Nossa Senhora Mãe da Divina Providência. Há o templo da Assembleia de Deus localizada na Estrada do Itanhangá, presente no bairro há mais de 15 anos. Além dela, há uma Igreja Presbiteriana (Igreja Presbiteriana da Barra) e a comunidade evangélica Terra Sarada, todas localizadas no bairro.

## Principais vias
- Avenida Engenheiro Souza Filho
- Estrada do Itanhangá
- Estrada da Barra da Tijuca
- Estrada de Jacarepaguá
- Estrada das Furnas

## Comunidades
Dado a sua proximidade com os bairros da Barra da Tijuca e da Zona Sul carioca, o Itanhangá se tornou uma opção viável de moradia para diversos trabalhadores advindos desses bairros. As favelas do Itanhangá diferentemente de outras na cidade do Rio de Janeiro, são calmas e pacíficas, possuindo farto comércio que atende todo o bairro do Itanhangá.
- Rio das Pedras (parte da comunidade)
- Tijuquinha
- Recanto da Barra da Tijuca
- Morro do Banco
- Vila da Paz
- Sítio Pai João
- Muzema
- Pedra do Itanhangá (Popularmente conhecida como "Cloro")